# MAZ-503
Der Lkw MAZ-503 (russisch МАЗ-503, deutsche Transkription eigentlich MAS-503) ist ein Lkw-Typ des sowjetischen Fahrzeugherstellers Minski Awtomobilny Sawod, der ab 1965 in Serie gebaut wurde. Es handelt sich bei dem Fahrzeug um die Kipperversion des MAZ-500.

## Beschreibung

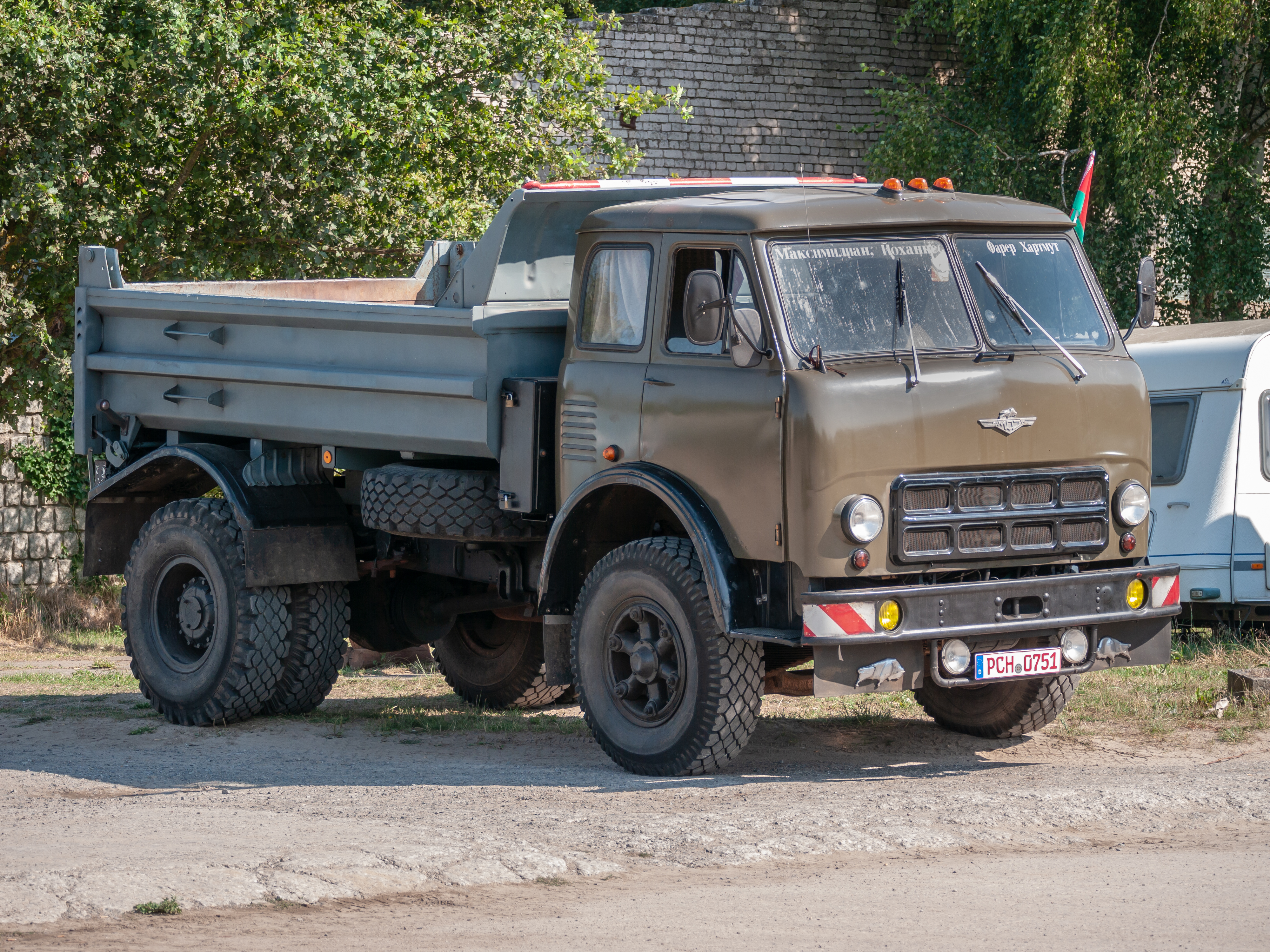
Restaurierter MAZ-503A, bereits mit neuer Kippmulde, im Technikmuseum Pütnitz (2018)

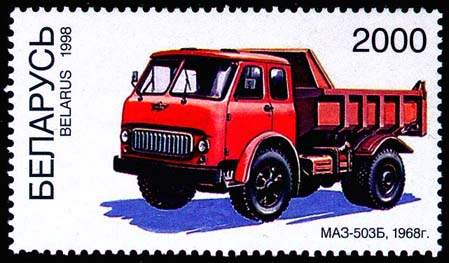
Ein MAZ-503B von 1968 auf einer belarussischen Briefmarke

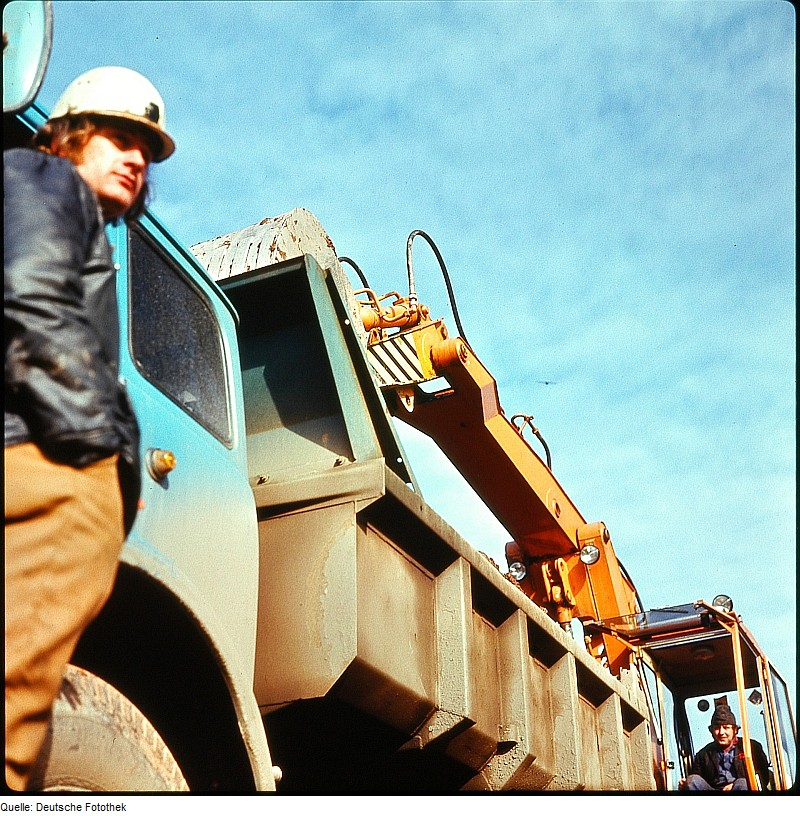
Seitenansicht der Kippmulde beim Beladen. Die Rippen der Mulde verlaufen anders als beim Nachfolger noch senkrecht statt waagerecht. Chemnitz (1975)

Bereits im Jahr 1958 fertigte man bei MAZ Prototypen einer neuen Fahrzeugfamilie, die den MAZ-200 ablösen sollte. Insbesondere aufgrund von Lieferproblemen bei den Motoren unterblieb eine Serienfertigung zunächst. 1963 begann man in kleinen Stückzahlen die neue Lastwagenfamilie um den MAZ-500 neben dem MAZ-200 parallel zu fertigen. Erst 1965 konnte die Produktion des Vorgängers komplett beendet werden.
Der Tradition im sowjetischen Lastwagenbau folgend erhielt der Kipper eine eigene Typennummer, obwohl er sich technisch abgesehen vom Aufbau kaum vom Grundmodell mit Pritsche unterscheidet. Einzig signifikante Änderung war eine Kürzung des Radstandes, der bei den ersten Versionen nur 3200 Millimeter betrug.
1970 wurde die Lastwagenfamilie und somit auch der MAZ-503 überarbeitet. Die neue Version bekam die Bezeichnung MAZ-503A. Änderungen gegenüber dem Ursprungsmodell waren eine optisch leicht überarbeitete Fahrerkabine (die Scheinwerfer wurden in die Stoßstange integriert), eine Verlängerung des Radstandes um 200 Millimeter und eine Erhöhung der Nutzlast von sieben auf acht Tonnen. Außerdem stieg das Leergewicht des Fahrzeugs durch die Modifikationen um 500 Kilogramm an.
Im Jahr 1977 endete die Produktion des Lastwagens zu Gunsten des Nachfolgers MAZ-5549, der technisch auf dem MAZ-5335 basiert. Das optisch ähnliche Fahrzeug wurde noch bis zirka 1990 hergestellt.

## Modellvarianten
- MAZ-503 – ab 1965 in Serie produziertes Grundmodell mit niedriger Kippmulde und ohne Heckklappe
- MAZ-503B – Modell mit Heckklappe und höheren Bordwänden
- MAZ-503W und MAZ-503G – weitere Versionen mit geringeren Änderungen am Aufbau
- MAZ-503A – überarbeitete Version von 1970
- MAZ-503S – Modell für den Einsatz in nördlichen (sehr kalten) Regionen
- MAZ-509B – Prototyp einer Allradvariante des MAZ-503B, der jedoch nie in Serie ging. Später entstand mit dem MAZ-509 ein Holztransporter, der auf dem längeren Fahrgestell des Pritschenwagens basierte und über Allradantrieb verfügte.
- MAZ-510 – Prototyp eines Kippers mit einsitziger Kabine, die nur die halbe Fahrzeugbreite einnahm. Das Fahrzeug ging nicht in die Serienproduktion.

## Technische Daten
Für die überarbeitete Variante MAZ-503A.
- Motor: V6-Viertakt-Dieselmotor
- Motortyp: JaMZ-236
- Leistung: 180 PS (132 kW)
- Hubraum: 11.150 cm³
- Verdichtung: 16,5:1
- Hub: 140 mm
- Bohrung: 130 mm
- Getriebe: mechanisch, 5 Vorwärtsgänge, ein Rückwärtsgang, erster Gang unsynchronisiert
- Kupplung: Zweischeiben-Trockenkupplung
- Bremsweg (beladen aus 40 km/h): 18 m
- Kraftstoffverbrauch: 22 l/100 km
- Höchstgeschwindigkeit voll beladen: 75 km/h
- Antriebsformel: 4×2

Abmessungen und Gewichte
- Länge: 5785 mm
- Breite: 2500 mm
- Höhe: 2650 mm
- Inhalt Kippmulde: 5,1 m³
- Radstand: 3400 mm
- Spurweite hinten: 1865 mm
- Spurweite vorne: 1970 mm
- Bodenfreiheit: 270 mm
- Wendekreis: 17 m

- Nutzlast: 8000 kg
- Zulässiges Gesamtgewicht: 15.250 kg
- Leergewicht: 7100 kg
- Achslast vorne: 5250 kg
- Achslast hinten 10.000 kg